# ژان اوزر
ژان اوزر (آلمانی: Jean Oser؛ ۱۹۰۸ – ۲۰ فوریه ۲۰۰۲) یک تدوین‌گر آلمانی-آمریکایی بود. وی هرگز تابعیت فرانسوی نداشت و گاهی با نام هانس اوزر شناخته می‌شود.
از فیلم‌هایی که وی در آن‌ها نقش داشته‌است، می‌توان به ارواح قبل از صبحانه، سرزمین بی زن و اپرای سه‌پولی اشاره نمود.